# Šlingova Mýť
Der Šlingova Mýť (Schlindelhau) ist eine bewaldete Anhöhe westlich von Svatý Kříž (Heiligenkreuz) in Nordböhmen. Der Gipfel liegt auf 549 m n.m. inmitten des Svatokřížský les (Heiligenkreuzwald) im tschechischen Teil des Kohlwalds im Fichtelgebirge.

## Geographie
Südöstlich des Gipfels verläuft die II. Klasse-Straße 214 von Cheb (deutsch: Eger) nach Waldsassen. Nordwestlich des Berges, knapp an der Grenze zu Bayern, befand sich die inzwischen aufgelassene Ortschaft Šlingova Mýť (Schlindelhau).
In der geomorphologischen Gliederung des Nachbarlandes Tschechien wird auch das Chebská pahorkatina (Egerer Hügelland) dem (Hohen) Fichtelgebirge als Haupteinheit Smrčiny (I3A-1) zugeordnet.

## Geschichte
An der Südseite verlief in früheren Jahren eine wichtige Straße nach Eger.

## Bauwerke
An der Straße nach Waldsassen steht das Památník obětem železné opony (Mahnmal für die Opfer am Eisernen Vorhang)

## Karten
- Fritsch Wanderkarte 1:50.000, Blatt 52, Naturpark Fichtelgebirge – Steinwald.